# Bonamia repens
Bonamia repens är en vindeväxtart som först beskrevs av Ivan Murray Johnston, och fick sitt nu gällande namn av D.F. Austin och G.W. Staples. Bonamia repens ingår i släktet Bonamia och familjen vindeväxter. Inga underarter finns listade i Catalogue of Life.